# Gouverneur des îles Pitcairn
Le gouverneur des îles Pitcairn (en anglais : Governor of the Pitcairn Islands) est le représentant du gouvernement du Royaume-Uni dans le territoire britannique d'outre-mer des îles Pitcairn, situé dans l'océan Pacifique. Cette fonction est occupée par le haut-commissaire du Royaume-Uni en Nouvelle-Zélande depuis 1970.  

## Histoire
À cause de la population réduite du territoire (le maximum étant 233 dans les années 1930), les Britanniques n'ont pas jugé utile d'y avoir un gouverneur résident. Le gouverneur des Fidji a donc joué, en plus de son rôle, celui de gouverneur de Pitcairn de 1890 à 1970. En 1970, quand les Fidji sont devenues indépendantes, la fonction de gouverneur de Pitcairn a été réunie avec celle de haut-commissaire en Nouvelle-Zélande.
Pendant l'histoire des îles, l'autorité du gouvernement britannique a toujours été minimale. Néanmoins, à partir de 1999, il y a eu plus de contrôle extérieur, quand le gouverneur Fell a exercé son autorité dans une affaire de viols afin d'imposer que les lois britanniques soient appliquées alors qu'auparavant c'étaient les lois coutumières.

## Liste des gouverneurs depuis 1970
| 1  | Sir Arthur Galsworthy (en) (1916-1986)  |  | octobre 1970     | janvier 1973     |         | Élisabeth II |
| 2  | Sir David Aubrey Scott (en) (1919–2010) |  | janvier 1973     | 1975             | [ 1 ]   | Élisabeth II |
| 3  | Sir Harold Smedley (en) (1920–2004)     |  | février 1976     | septembre 1980   | [ 2 ]   | Élisabeth II |
| 4  | Richard Stratton (?–?)                  |  | septembre 1980   | juillet 1984     | [ 3 ]   | Élisabeth II |
| 5  | Terence Daniel O'Leary (en)             |  | juillet 1984     | décembre 1987    |         | Élisabeth II |
| 6  | Robin Byatt (en) (1930–2019)            |  | décembre 1987    | septembre 1990   |         | Élisabeth II |
| 7  | David Moss (1938-)                      |  | septembre 1990   | août 1994        |         | Élisabeth II |
| 8  | Robert Alston (en) (1938-)              |  | août 1994        | 10 février 1998  |         | Élisabeth II |
| 9  | Martin Williams (en) (1941-)            |  | avril 1998       | 10 décembre 2001 |         | Élisabeth II |
| 10 | Richard Fell (1948-)                    |  | 10 décembre 2001 | avril 2006       |         | Élisabeth II |
| 11 | George Fergusson (en) 1955-)            |  | 2 mai 2006       | 18 mai 2010      |         | Élisabeth II |
| –  | Mike Cherrett                           |  | 19 mai 2010      | 3 juin 2010      | intérim | Élisabeth II |
| 12 | Victoria Treadell (en) (1959-)          |  | 3 juin 2010      | juillet 2014     |         | Élisabeth II |
| 13 | Jonathan Sinclair (en) (1970-)          |  | 15 août 2014     | 9 décembre 2017  |         | Élisabeth II |
| –  | Robin Shackell                          |  | 9 décembre 2017  | 25 janvier 2018  | intérim | Élisabeth II |
| 14 | Laura Clarke (1978-)                    |  | 25 janvier 2018  | 7 juillet 2022   |         | Élisabeth II |
| 15 | Iona Thomas (en)                        |  | 9 août 2022      | en fonction      |         | Élisabeth II |